# جيمس بي. هايز
جيمس بي. هايز (بالإنجليزية: James B. Hays)‏ هو محامي وقاضي وسياسي أمريكي، ولد في 10 سبتمبر 1840، وتوفي في 31 مايو 1888. انتخب عضو جمعية ولاية ويسكونسن.